# Alí Ávila
Alí Ávila Vega (Ahome, Sinaloa, México, 23 de septiembre de 2003) es un futbolista mexicano origen libanes. Juega como delantero y actualmente se encuentra en el  Querétaro de la Primera División de México. Cedido a préstamo del Club de Fútbol Monterrey.

## Trayectoria

### Raya2 Expansión
Debutó el 8 de agosto de 2021 con Raya2 Expansión, en la Liga de Expansión MX, enfrentando al Atlante, encuentro que culminó con marcador de 2-1 a favor de los azulgranas.

### Club de Fútbol Monterrey
Su primera aparición con el primer equipo se produjo el 20 de mayo de 2023 en la derrota 0-1 de su club en el Clásico Regiomontano.

#### Cesión al Club Universidad Nacional
A inicios de 2024 se anunció su incorporación, a préstamo, al Club Universidad Nacional. El 11 de febrero lo debuta Gustavo Lema con los felinos, ingresándolo al 64' junto a otro fichaje auriazul, Leo Suárez, en el momentáneo empate a cero con el Club Puebla; trece minutos después Ávila anota su primera diana con los capitalinos y al 83' anotó el dos a cero; al final la victoria se consumó con un gol más de los del Pedregal sobre los poblanos (por parte de otro refuerzo de ése mismo torneo: Guillermo Martínez Ayala).

## Selección nacional

### Sub-17
Fue parte de la selección sub-17 de México que quedó subcampeona de la Copa Mundial de Fútbol Sub-17 de 2019. Alí tuvo participación en cinco partidos, uno de ellos como titular, pero anotando dos goles.

### Absoluta
Formó parte de la selección de espárrines, elegidos por Gerardo Martino, para acompañar a los internacionales mexicanos durante la Copa Mundial de Fútbol de 2022.

## Estadísticas
Actualizado al último partido jugado el 15 de septiembre de 2023.
| Raya2 · México                      | 2.ª           | 2021-22       | 1  | 0 | ― | ― | ― | ― | 1  | 0 |
| Raya2 · México                      | 2.ª           | 2022-23       | 30 | 6 | ― | ― | ― | ― | 30 | 6 |
| Raya2 · México                      | Total club    | Total club    | 31 | 6 | 0 | 0 | 0 | 0 | 31 | 6 |
| C. F. Monterrey · México            | 1.ª           | 2022-23       | 1  | 0 | ― | ― | ― | ― | 1  | 0 |
| C. F. Monterrey · México            | 1.ª           | 2023-24       | 3  | 0 | ― | ― | 5 | 0 | 8  | 0 |
| C. F. Monterrey · México            | Total club    | Total club    | 4  | 0 | 0 | 0 | 5 | 0 | 9  | 0 |
| Club Universidad Nacional · México  | 1             | 2023-2024     | 1  | 2 | 0 | 2 | 0 | 2 | 3  | 2 |
| Total carrera                       | Total carrera | Total carrera | 36 | 8 | 0 | 2 | 5 | 2 | 43 | 8 |
| (1)Incluye datos de la Copa México. |               |               |    |   |   |   |   |   |    |   |